# Lena Möllers
Lena Möllers (* 6. Januar 1990 in Bocholt), verheiratete Lena Hartl, ist eine ehemalige deutsche Volleyballspielerin.

## Karriere
Der erste Volleyballverein von Lena Möllers war der TuB Bocholt. Regionale Erfolge mit der für seine hervorragende Jugendarbeit bekannten Volleyballabteilung machten die großgewachsene Zuspielerin schnell für die Jugendnationalmannschaft interessant. Im Jahr 2005 wechselte Möllers zum VC Olympia Berlin, wo die deutsche Volleyball-Nationalmannschaft der Juniorinnen in der Bundesliga bzw. zweiten Liga antritt. Mit der Jugendnationalmannschaft gewann sie die Goldmedaille bei der Jugend-EM 2007. 2008 wurde sie erstmals von Giovanni Guidetti in die A-Nationalmannschaft berufen, der sie – wie zuvor Juniorinnen-Bundestrainer Han Abbing – an die internationale Weltklasse heranführte. Bei der Juniorinnen-Weltmeisterschaft 2009 in Mexiko holte Lena Möllers mit dem deutschen Team nicht nur den WM-Titel, sondern wurde bei dem Turnier auch als beste Zuspielerin ausgezeichnet. Mit der deutschen A-Nationalmannschaft erreichte sie bei der Volleyball-Europameisterschaft 2009 den 4. Platz. Von 2009 bis 2013 spielte Lena Möllers für Rote Raben Vilsbiburg in der Bundesliga, mit denen sie gleich in ihrem ersten Jahr deutscher Meister wurde. In den Spielzeiten 2010/11, 2011/12 und 2012/13 schloss sie die reguläre Saison mit Vilsbiburg als Tabellenzweiter ab, in den Meisterschafts-Playoffs kam dann jeweils das Aus gegen den späteren Meister Schweriner SC bzw. den Vizemeister Dresdner SC. 2013 wechselte Lena Möllers zum italienischen Erstliga-Aufsteiger Igor Gorgonzola Novara. 2014 wechselte sie zum italienischen Zweitligisten Neruda Volley Bolzano, mit dem sie den Erstliga-Aufstieg schaffte. Von 2015 bis 2017 spielte sie beim französischen Erstligisten Béziers Volley. Anschließend wechselte Möllers zum rumänischen Meister CS Volei Alba-Blaj.
Am 14. Mai 2018 gab der deutsche Pokalsieger und Vizemeister Dresdner SC die Verpflichtung von Lena Möllers bekannt. Sie unterzeichnete in Dresden einen Einjahresvertrag. Mit den Dresdnern schied sie bereits im Playoff-Achtelfinale der Saison 2018/19 aus dem Kampf um die Deutsche Meisterschaft aus. Der Dresdner SC entschloss sich nach dem Ende der Saison, Möllers kein neues Vertragsangebot zu unterbreiten. Danach kehrte sie zu den Rote Raben Vilsbiburg zurück. Nach zwei Spielzeiten in Vilsbiburg beendete sie ihre Volleyballkarriere.